# Purple Rain
Purple Rain é o sexto álbum de estúdio do cantor Prince e o primeiro a ser creditado com a banda The Revolution. É a trilha sonora do filme de mesmo nome e está na lista dos 200 álbuns definitivos no Rock and Roll Hall of Fame.
Purple Rain é um dos álbuns pop mais bem cotados da história. A revista Time colocou-o como o 15º maior álbum da história e o maior álbum dos anos 1980, e apareceu em 18º na contagem da VH1 de melhores álbuns de rock 'n' roll. A revista Rolling Stone colocou-o como o segundo melhor álbum da década de 1980 e 72º na lista dos 500 maiores álbuns de todos os tempos. Por fim, em 2007, os editores da Vanity Fair o classificaram como a melhor trilha sonora de todos os tempos.

## Contexto
Purple Rain foi lançado pela Warner Bros no dia 25 de junho de 1984 e foi o sexto álbum de Prince, que escreveu todas as canções presentes com a ajuda de alguns membros da banda. Algumas das faixas possuem pedaços gravados ao vivo quando Prince se apresentou no dia 3 de Agosto de 1983 no clube da Primeira Avenida em Minneapolis. O show foi um concerto beneficente para o teatro de dança da cidade. Foi também a primeira aparição de Wendy Melvoin na banda The Revolution, a guitarrista para o filme e por alguns anos seguintes.

## Música
Purple Rain foi o primeiro álbum gravado por Prince que foi oficialmente creditado ao seu grupo de apoio The Revolution. O álbum resultante foi musicalmente mais denso que os álbuns que Prince fez sozinho como banda de um homem só, enfatizando performances banda completa, e várias camadas de guitarras, teclados, efeitos de sintetizador eletrônico, baterias eletrônicas, e outros instrumentos. Musicalmente, Purple Rain representou o som Minneapolis e elementos de R&B como trabalhos anteriores de Prince ao mesmo tempo que demonstrou um rock mais pesado em seus grooves e ênfase na capacidades como guitarrista. Como uma trilha sonora, muita do álbum teve uma grandiosa, sintetizado, e até mesmo por algumas avaliações, um brilho vagamente psicodélico à produção e performances. A música Purple Rain é geralmente considerado como o mais popular da carreira de Prince, contrastando com o pop experimental de seus trabalhos posteriores. Como acontece com muitos álbuns, Purple Rain é uma miríade de estilos, do Pop Rock ao R&B, é geralmente reconhecido pela sua enorme popularidade.
Além das vendas altíssimas, críticos de música observaram aspectos inovadores e experimentais de música na trilha sonora, sendo a ausência de baixo em When Doves Cry o mais famoso deles, com tal música sendo considerada à frente de sua época. Outros aspectos da música, especialmente a sua síntese de elementos eletrônicos com instrumentos orgânicos e performances de banda completa (algumas, como mencionado acima, gravadas ao vivo), juntamente com a sua consolidação marco do rock e R&B, foram identificados pelos críticos como diferenciais, mesmo em estado experimental, ainda. Stephen Erlewine de Allmusic escreve que Prince em Purple Rain "consolidou suas raízes funk e R&B enquanto se move corajosamente ao pop, rock e heavy metal" e identifica a gravação das nove canções como "intransigente incursão ao pop" e "experimentos estilísticos" , ecoando o sentimento geral de que a música Purple Rain representou um Prince mais popular sem largar sua natureza experimental.
"Take Me With U" foi originalmente escrito para o álbum Apollonia 6, mas depois foi movida para Purple Rain. A inclusão desta canção exigiu cortes em "Computer Blue" para encaixe. A versão completa desta canção não foi lançada oficialmente, embora uma parte dela possa ser ouvida no filme Purple Rain, em uma sequência do ensaio da banda. A letra da música Darling Nikki levou a criação de um estatuto de censura dos álbuns musicais.

## Gravações Ao Vivo
Loyce Houlton, a diretora artística do Minnesota Dance Theatre naquela ocasião, esperou no lado de fora da porta de Prince para que ele realizasse um show beneficente para "a companhia de dança financeiramente sitiada". Duas semanas depois, no dia 6 de Agosto de 1983, na já renomeada First Avenue (Anteriormente chamada de Minnesota Dance Theatre), Prince faria um show beneficente onde mostraria alguma de suas mais novas músicas e também introduziria sua nova guitarrista de 19 anos na época Wendy Melvoin. Mesmo com os ingressos acima do preço médio tradicional das apresentações (De 4 para 25 dólares para ajudar a obter mais dinheiro), cerca de 1.200 pessoas compareceram ao evento arrecadando U$ 23.000.
Na ocasião, Prince e sua banda performaram 13 músicas das quais 5 eram inéditas até o momento. Foram essas: Let's Go Crazy, Computer Blue, I Would Die 4 U, Baby I'm Star e Purple Rain. As últimas 3 foram aproveitadas na versão ao vivo para se adequarem ao contexto das cenas que estas aparecem no filme Purple Rain. Graças ao show gravado, o Purple One conseguiu reaproveitar o áudio, e após overdubs utilizou tais canções para estarem presentes em seu disco Purple Rain. 
Como era uma canção jamais ouvida antes nenhum dos presentes ali aplaudiram a música, foi então que, no estúdio, Prince utilizou um áudio de torcedores do time de futebol americano Minnesota Vikings para preencher o vácuo no fim da canção Purple Rain. Ela contava originalmente com 14 minutos de duração graças a introdução extensa de sua nova guitarrista, mas Prince teve de reduzi-la para a duração presente atualmente.
A noite também incluiu apresentações da companhia, incluindo uma peça coreografada por Houlton para a canção D.M.S.R. do álbum 1999.

## Lançamento e Recepção
Prince ganhou dois prêmios Grammy em 1985 por Purple Rain, de Melhor Performance Vocal de Rock por uma Dupla ou Grupo e Melhor Álbum de Trilha Sonora Original Escrito para um Filme ou Especial de TV, além de indicado para Álbum do Ano. Prince ganhou um terceiro Grammy naquele ano de Melhor Canção de R&B como compositor para a música "I Feel for You", de Chaka Kahn. Purple Rain também ganhou um Oscar de Melhor Canção Original em 1985.
Purple Rain vendeu 13 milhões de unidades nos Estados Unidos. De acordo com a revista Billboard, o álbum passou 24 semanas consecutivas em #1 nas paradas de álbuns da Billboard (04 de agosto de 1984 a 18 de janeiro de 1985) tornando-se uma das principais trilhas sonoras de todos os tempos. Purple Rain roubou a posição de número um do álbum Born in the U.S.A de Bruce Springsteen duas vezes, 1984 e 1985. Duas músicas de Purple Rain, "When Doves Cry" e "Lets Go Crazy", alcançaram o topo das paradas de singles dos EUA e fizeram sucesso em todo o mundo, enquanto a faixa-título alcançaria o número dois no Billboard Hot 100. O álbum vendeu mais de 20 milhões de cópias em todo o mundo.

## Faixas
Todas as músicas foram escritas e composta por Prince, exceto Computer Blue, que contou com a colaboração de John L. Nelson, Wendy & Lisa e Dr. Fink

### CD
| N.º | Título               | Compositor(es)                                 | Duração |  |
| 1.  | "Let's Go Crazy"     | Prince                                         | 4:39    |  |
| 2.  | "Take Me with U"     | Prince                                         | 3:54    |  |
| 3.  | "The Beautiful Ones" | Prince                                         | 5:13    |  |
| 4.  | "Computer Blue"      | Prince, John L. Nelson, Wendy & Lisa, Dr. Fink | 3:59    |  |
| 5.  | "Darling Nikki"      | Prince                                         | 4:14    |  |
| 6.  | "When Doves Cry"     | Prince                                         | 5:54    |  |
| 7.  | "I Would Die 4 U"    | Prince                                         | 2:49    |  |
| 8.  | "Baby I'm a Star"    | Prince                                         | 4:29    |  |
| 9.  | "Purple Rain"        | Prince                                         | 8:41    |  |

### Vinil
Lado A
1. "Let's Go Crazy" – 4:39
2. "Take Me with U" – 3:54
3. "The Beautiful Ones" – 5:13
4. "Computer Blue" – 3:59
5. "Darling Nikki" – 4:14

Lado B
1. "When Doves Cry" – 5:54
2. "I Would Die 4 U" – 2:49
3. "Baby I'm a Star" – 4:24
4. "Purple Rain" – 8:41

### Estrutura Inicial
A estrutura inicial do álbum como divulgado no dia 7 de Novembro de 1983:
1. "Let's Go Crazy"
2. "The Beautiful Ones"
3. "Computer Blue"
4. "Darling Nikki"
5. "Wednesday"
6. "Purple Rain"
7. "I Would Die 4 U"
8. "Baby I'm a Star"
9. "Father's Song"

## Ver Também
- Álbuns mais vendidos do mundo